# 赵锡君
赵锡君（1942年—），河北唐山人。中国人民解放军中将。 
毕业于解放军通信学院雷达专业，是中共党员。1995年，授予中国人民解放军中将，曾任第二炮兵副司令员。
2008年，担任全国人大内务司法委员会委员。 

## 軍事理論
於2003年提出中國臨界威懾策略。